# 바카리 사냐
바카리 사냐(프랑스어: Bacary Sagna, 1983년 2월 14일 ~ )는 프랑스의 전 축구 선수로, 포지션은 풀백이었다.

## 클럽 경력

### 오세르
사냐는 리그 1에서, 2005년 쿠프 드 프랑스 우승 팀 AJ 오세르 소속으로 87경기에 출전하였다. 그는 또한 UEFA컵에서 팀 1군소속으로 세 시즌을 뛰었으며, 17경기에 출전하였다. 또한 그는 뛰어난 활약을 펼쳐 르 샹피오나 최고의 라이트 백으로 뽑히기도 하였다.

### 아스널
2007년 7월, 프랑스 리그에서 좋은 활약을 바탕으로 아르센 웽거 감독이 이끄는 아스널에 입단하게 되었다. 그 전까지 에마뉘엘 에부에가 불안하게 지키고 있던 오른쪽 풀백 자리를 단번에 차지하게 되었다. 그러다 08시즌 한때 부진하였던 아스널은 그때 여러 상황이 악재로 작용하였다고 한다. 그중 하나가 사냐의 형 오마르의 죽음이었다. 하지만 다시 이내 좋은 페이스를 되찾으며 사냐 역시 좋은 페이스로 현재까지 그의 자리를 지키고 있다. 2014년이 접어들면서 사냐는 아스널을 떠나겠다는 의사를 밝혔으며 맨체스터 시티 로 이적하였다.

### 맨체스터 시티
2014년 6월 13일, 사냐는 맨체스터 시티와 3년 계약에 합의하였고, 맨체스터 시티는 공식 홈페이지를 통해 사냐의 입단을 공식 발표하였다. 그의 등번호는 3번이며 다음 시즌을 앞두고 열릴 미국 투어부터 팀에 참여할 예정이다. 바카리 사냐가 맨체스터 시티와 3년 계약을 맺으면서 8년동안 정들었던 런던을 떠나게 되었다.

## 국가대표 경력
- 2010 FIFA 월드컵
- 2014 FIFA 월드컵
- 2016 UEFA 유로

## 경력 통계
| 클럽          | 시즌    | 리그         | 리그 | 리그 | 컵   | 컵 | 유럽 | 유럽 | 합계 | 합계 |
| 클럽          | 시즌    | 리그         | 출장 | 골   | 출장 | 골 | 출장 | 골   | 출장 | 골   |
| ------------- | ------- | ------------ | ---- | ---- | ---- | -- | ---- | ---- | ---- | ---- |
| 오세르        | 2004–05 | 리그 1       | 26   | 0    | 7    | 0  | 10   | 0    | 43   | 0    |
| 오세르        | 2005–06 | 리그 1       | 23   | 0    | 3    | 0  | 1    | 0    | 27   | 0    |
| 오세르        | 2006–07 | 리그 1       | 38   | 0    | 3    | 0  | 10   | 0    | 51   | 0    |
| 오세르        | 합계    | 합계         | 87   | 0    | 13   | 0  | 21   | 0    | 121  | 0    |
| 아스널        | 2007–08 | 프리미어리그 | 29   | 1    | 3    | 0  | 8    | 0    | 40   | 1    |
| 아스널        | 2008–09 | 프리미어리그 | 35   | 0    | 5    | 0  | 9    | 0    | 49   | 0    |
| 아스널        | 2009–10 | 프리미어리그 | 35   | 0    | 1    | 0  | 8    | 0    | 44   | 0    |
| 아스널        | 2010–11 | 프리미어리그 | 33   | 1    | 6    | 1  | 4    | 0    | 43   | 2    |
| 아스널        | 2011–12 | 프리미어리그 | 21   | 1    | 2    | 0  | 6    | 0    | 29   | 1    |
| 아스널        | 2012–13 | 프리미어리그 | 25   | 0    | 3    | 0  | 3    | 0    | 31   | 0    |
| 아스널        | 2013–14 | 프리미어리그 | 35   | 1    | 4    | 0  | 9    | 0    | 48   | 1    |
| 아스널        | 합계    | 합계         | 213  | 4    | 24   | 1  | 47   | 0    | 284  | 5    |
| 맨체스터 시티 | 2014–15 | 프리미어리그 | 9    | 0    | 3    | 0  | 4    | 0    | 16   | 0    |
| 맨체스터 시티 | 2015–16 | 프리미어리그 | 28   | 0    | 6    | 0  | 11   | 0    | 45   | 0    |
| 맨체스터 시티 | 2016–17 | 프리미어리그 | 17   | 0    | 3    | 0  | 5    | 0    | 25   | 0    |
| 맨체스터 시티 | 합계    | 합계         | 54   | 0    | 12   | 0  | 20   | 0    | 86   | 0    |
| 베네벤토      | 2017–18 | 세리에 A     | 13   | 1    | 0    | 0  | —    | —    | 13   | 1    |
| 몬트리올      | 2018    | MLS          | 9    | 1    |      |    |      |      | 9    | 1    |
| 몬트리올      | 2019    | MLS          | 26   | 1    | 5    | 0  |      |      | 31   | 1    |
| 통산          | 통산    | 통산         | 402  | 7    | 54   | 1  | 88   | 0    | 544  | 8    |

1. ↑  FA컵, 리그컵 그리고 FA 커뮤니티 실드 출전 경기 포함

## 수상

#### 오세르
- 쿠프 드 프랑스 : 2004-05

#### 아스날
- FA컵 : 2013-14

#### 맨체스터 시티
- EFL컵 : 2015-16

#### 몬트리올
- 캐내디언 챔피언십 : 2019

#### 개인
- 리그 1 올해의 팀 : 2006-07
- PFA 올해의 팀 : 2007-08, 2010-11
- 오세르 올해의 선수 : 2006-07